# Список риб Андорри

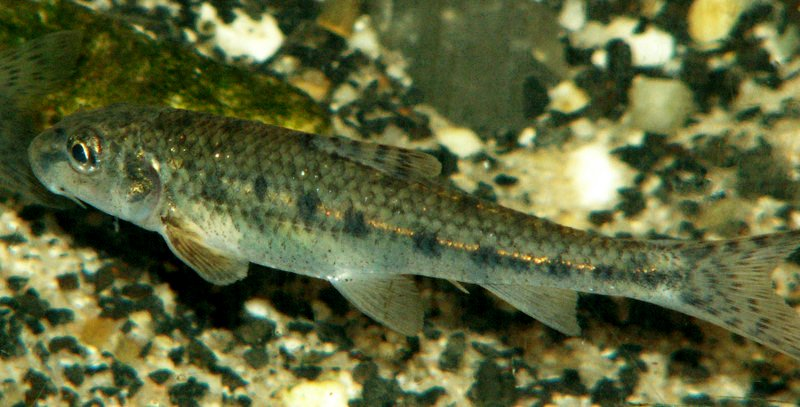
Gobio gobio

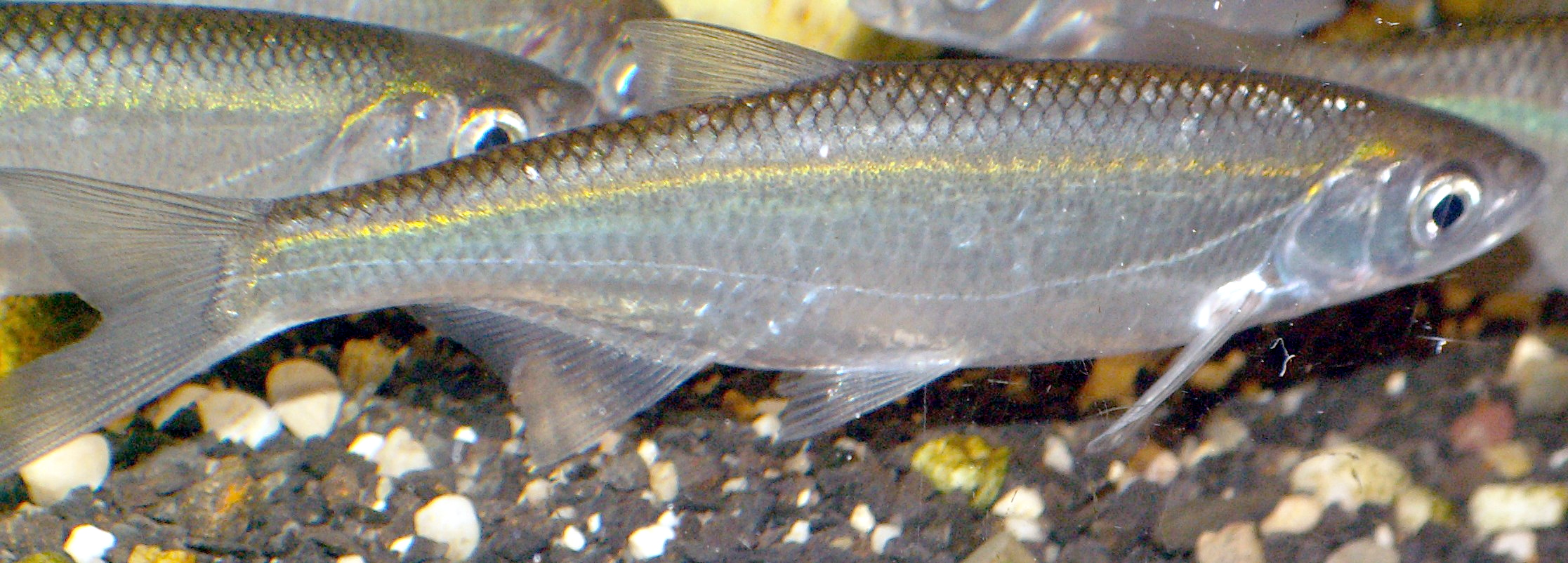
Alburnus alburnus

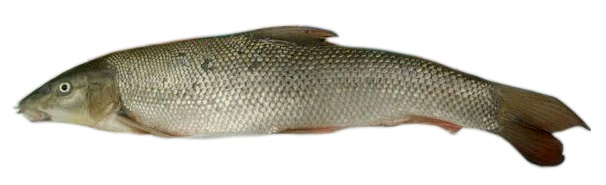
Barbus barbus

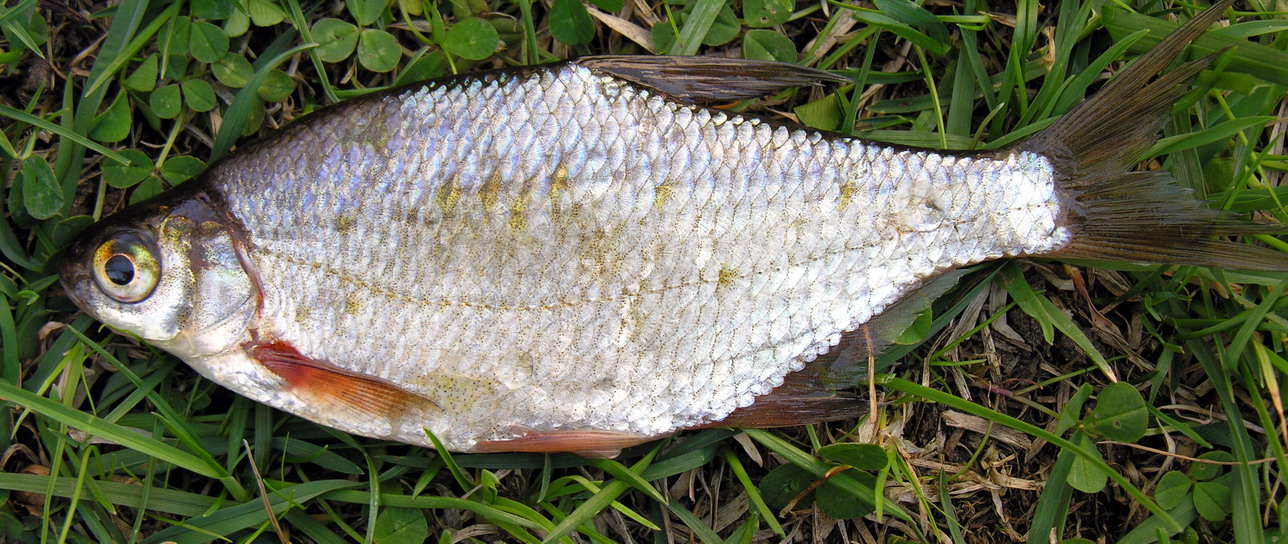
Blicca bjoerkna

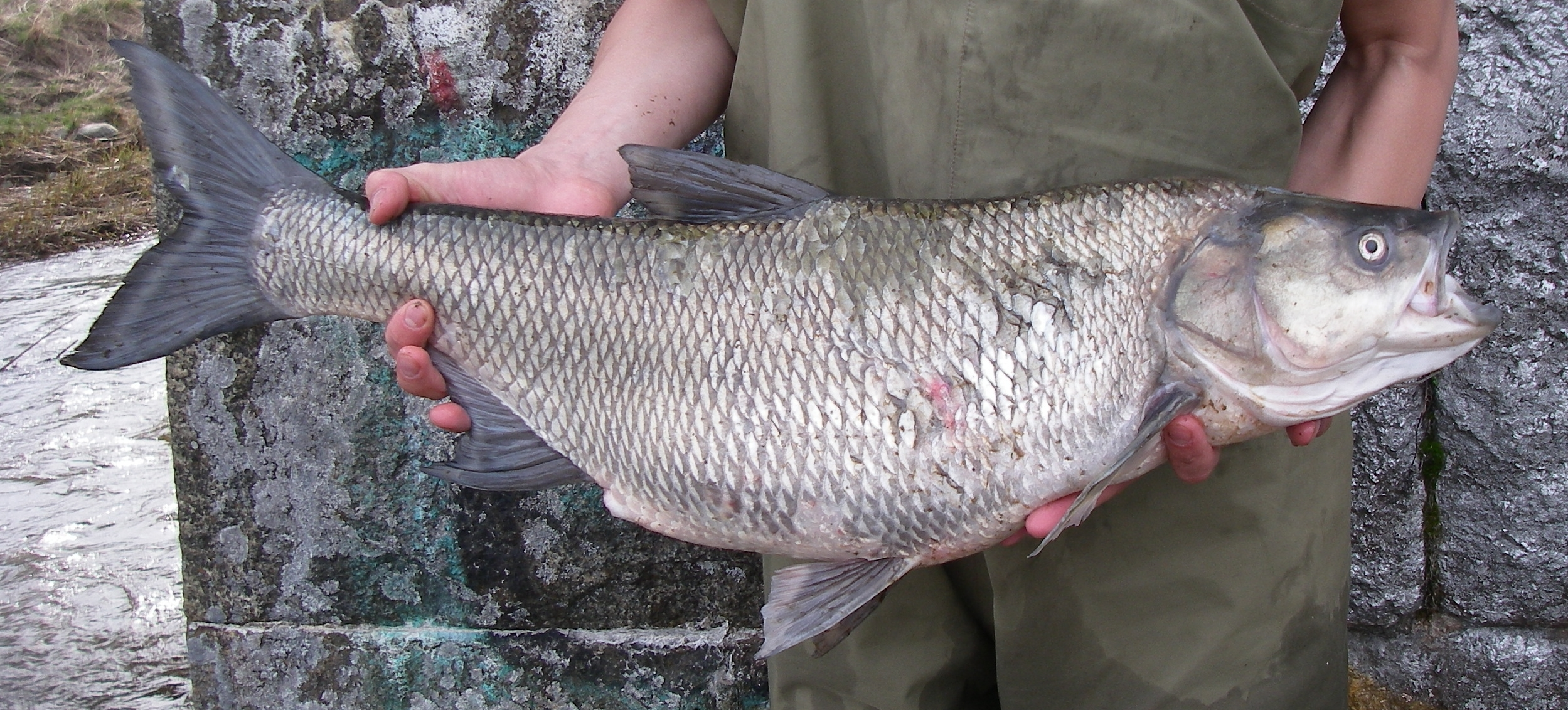
Aspius aspius

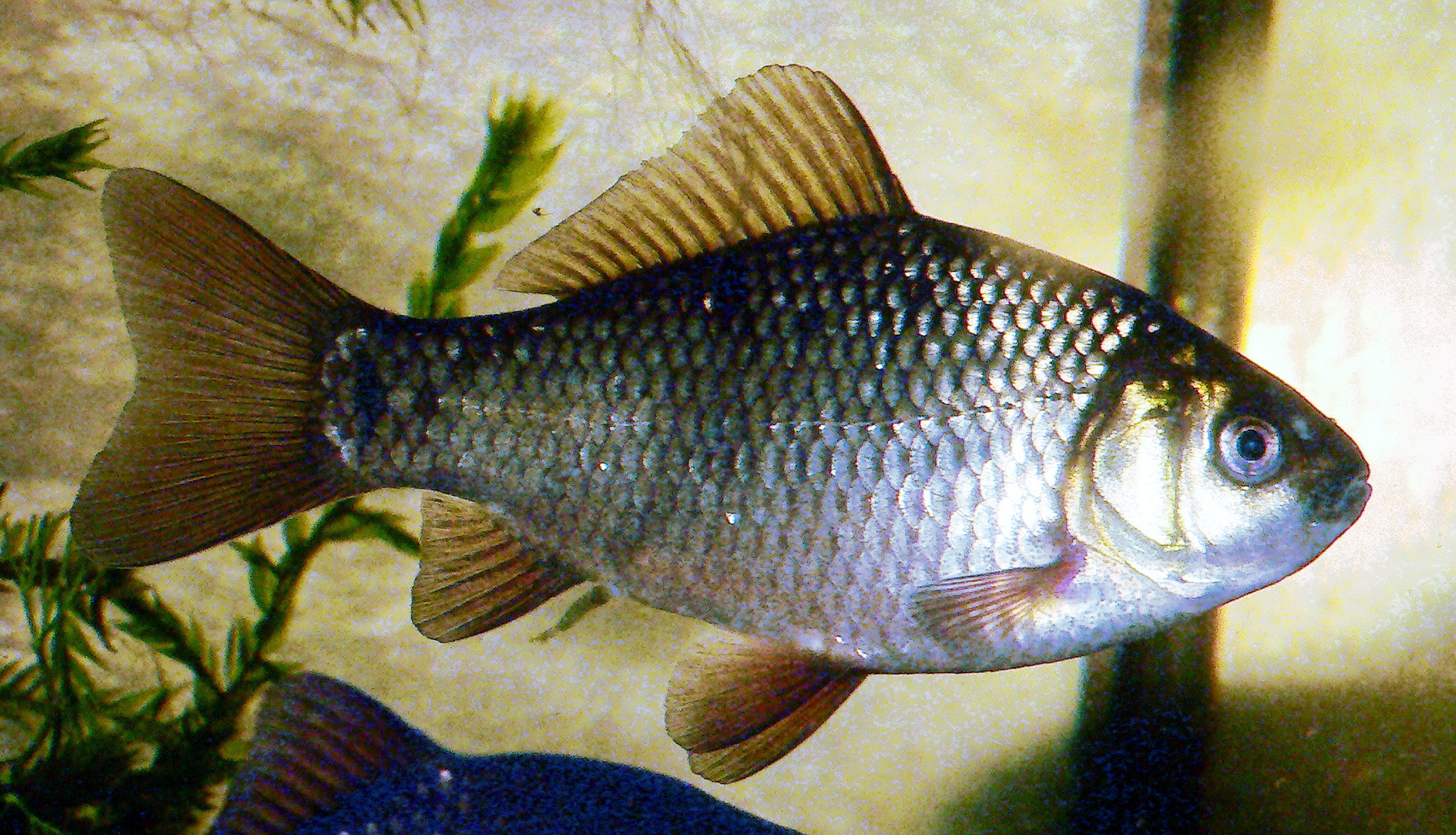
Carassius carassius

Список риб Андорри неповний і включає в себе 6 видів риб, які можна знайти у територіальних водах Андорри.

## A
- Alburnus alburnus
- Aspius aspius

## B
- Barbus barbus
- Blicca bjoerkna

## C
- Carassius carassius

## G
- Gobio gobio[1]